# Голубянка балканская
Голубянка балканская (лат. Tarucus balkanicus) — род дневных бабочек из семейства голубянок.

## Этимология

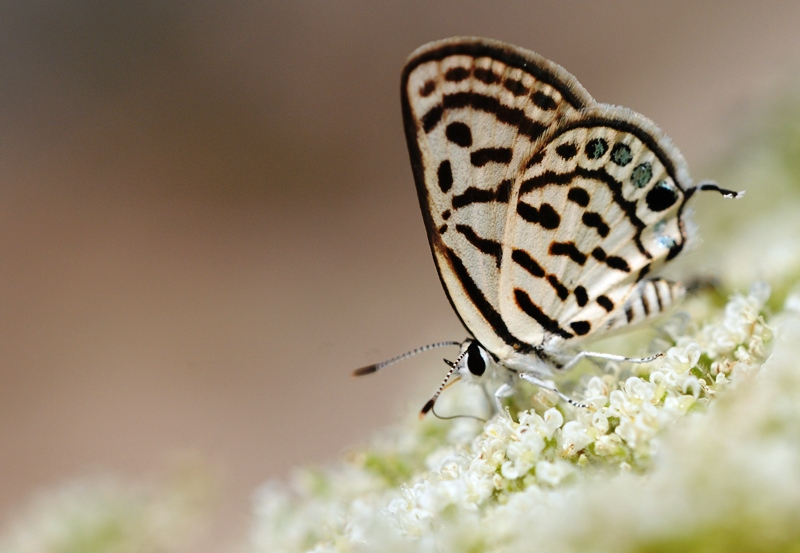
Нижняя сторона крыльев

Balkanicus (топонимическое) — балканская.

## Ареал
Албания, Болгария, Северная и Центральная Греция, Турция, Армения, Азербайджан, Россия (Дагестан), Туркмения (Копетдаг), Таджикистан, Северо-западная Африка, Судан, Израиль, Иордания, Ливан, Саудовская Аравия, Ирак, Иран.
Бабочки обитают по каменистым ксерофитным склонам небольших ущелий.

## Биология
В Дагестане развивается в двух поколениях за год, время лёта в начале мая, а в долине реки Андийское Койсу — в конце июля. В Закавказье развивается в двух-трех поколениях, бабочки которых встречаются с конца апреля по август (второе поколение более многочисленно).
Бабочки часто питаются на цветущих бобовых и губоцветных растениях. Иногда самцы отчаянно дерутся между собой за открытые каменистые участки. Отмечено характерное поведение бабочек, ранним утром сидящих с закрытыми крыльями на камнях, постепенно прогреваемых солнцем.
В Северной Африке и Турции трофически связаны с Ziziphus spp., в Закавказье — Heliotropium, а в Южной Европе, Туркмении и, предположительно, также в Дагестане личинки питаются на Paliurus spina-christi. Самки откладывают яйца на стебли. Гусеницы питаясь выгрызают мякоть листьев снизу, оставляя нетронутой верхнюю часть листовой пластинки. Гусеницы — мирмекофилы, посещаются муравьями. Куколка зимует.